# Žeje (Naklo)
Žeje (IPA: [ˈʒɛːjɛ] o [ˈʒeːjɛ]) è un insediamento (naselje) di 84 abitanti, della municipalità di Naklo nella regione statistica dell'Alta Carniola in Slovenia.